# 李颖津
李颖津（1962年2月—），男，汉族，安徽阜阳人，中华人民共和国政治人物，曾任北京市财政局党组书记、局长，现任北京市人大常委会副主任、党组成员。